# Natewaprachtlamprolia
De natewaprachtlamprolia (Lamprolia klinesmithi) is een zangvogel uit de familie waaierstaarten (Rhipiduridae). De soort is genoemd naar Theodor Kleinschmidt, een verzamelaar van het museum Godeffroy in Hamburg.

## Herkenning
De vogel lijkt sterk op de nauw verwante taveuniprachtlamprolia (L. victoriae), maar is iets kleiner en de blauwe glans van de veren op de kop en rug is wat nadrukkelijker. Het grootste verschil is ecologisch en genetisch (DNA-onderzoek). De soort op Taveuni foerageert vooral door het afzoeken van boomstammen, terwijl deze soort zich meer als een vliegenvanger gedraagt die vliegend insecten uit de lucht oppikt, mogelijk door de afwezigheid van de bruinkeelmonarch (Myiagra castaneigularis) in zijn leefgebied.

## Verspreiding en leefgebied
De natewaprachtlamprolia is endemisch op het schiereiland Natewa, dat ligt in het oosten van het eiland Vanua Levu in het noorden van Fiji. Het leefgebied is regenwoud, ook wel aangetast regenwoud en aangeplant bos in de buurt van natuurlijk bos.

## Status
De natewaprachtlamprolia heeft een zeer beperkt verspreidingsgebied en daardoor is de kans op uitsterven aanwezig. De grootte van de populatie werd in 2000 geschat op 3000 tot 6000 paar en de populatie-aantallen nemen af door habitatverlies. Het leefgebied op het schiereiland Natewa wordt aangetast door ontbossing waarbij natuurlijk bos wordt omgezet in gebied voor agrarisch gebruik en de aanleg van plantages voor houtteelt. Om deze redenen staat deze soort als kwetsbaar op de Rode Lijst van de IUCN.